# São Facundo
São Facundo (antigamente: Zonalheira) é uma povoação portuguesa do município de Abrantes, na  província do Ribatejo, região do Oeste e Vale do Tejo e NUT3 do Médio Tejo, que foi sede da Freguesia de São Facundo, freguesia que tinha 80,42 km² de área e 927 habitantes (2011).
A Freguesia de São Facundo foi extinta (agregada), em 2013, no âmbito de uma reforma administrativa nacional, tendo sido agregada à Freguesia de Vale das Mós, para formar uma nova freguesia denominada União das Freguesias de São Facundo e Vale das Mós.
Até ao século XVI, São Facundo, tinha o nome de Zonalheira. Nessa data foi encontrado um Santo, que foi colocado na Igreja Matriz e a quem foi atribuído o nome de São Fagundo. A Zonalheira passou então a ter o nome de São Fagundo e, posteriormente, São Facundo.

## Localização
São Facundo situa-se no limite sueste do município e tem como vizinhos o Município de Ponte de Sor a sueste e as localidades do Pego e da Concavada a norte, de Alvega a nordeste, de Vale das Mós a sul, da Bemposta a oeste e de São Miguel do Rio Torto a noroeste.

## População
★ Em 1985 foi criada a freguesia de Vale de Mós, por desanexação de parte da freguesia de S. Facundo

 Grupos etários em 2001 e 2011			

| Nº de habitantes | Nº de habitantes | Nº de habitantes | Nº de habitantes | Nº de habitantes | Nº de habitantes | Nº de habitantes | Nº de habitantes | Nº de habitantes | Nº de habitantes | Nº de habitantes | Nº de habitantes | Nº de habitantes | Nº de habitantes | Nº de habitantes | Nº de habitantes |
| ---------------- | ---------------- | ---------------- | ---------------- | ---------------- | ---------------- | ---------------- | ---------------- | ---------------- | ---------------- | ---------------- | ---------------- | ---------------- | ---------------- | ---------------- | ---------------- |
| 1864             | 1878             | 1890             | 1900             | 1911             | 1920             | 1930             | 1940             | 1950             | 1960             | 1970             | 1981             | 1991             | 2001             | 2011             |                  |
| 850              | 791              | 973              | 1037             | 1570             | 1965             | 2267             | 2997             | 2964             | 3030             | 2745             | 2378             | 1392             | 1133             | 927              |                  |
|                  | -7%              | +23%             | +7%              | +51%             | +25%             | +15%             | +32%             | -1%              | +2%              | -9%              | -13%             | -41%             | -19%             | -18%             |                  |

|     | 0-14 anos | 15-24 anos | 25-64 anos | 65 e + anos |
| Hab | 75 \| 81  | 95 \| 61   | 532 \| 430 | 431 \| 355  |
| Var | +8%       | -36%       | -19%       | -18%        |